# Farinomalein
Farinomalein je derivát maleimidu poprvé nalezený v houbě Isaria farinosa (Paecilomyces farinosus). Inhibuje osm látek izolovaných z řasovky Phytophthora sojae. Tyto výsledky ukázaly, že farinomalein by mohl být použit jako pesticid hubící houby rodu Phytophthora.

## Syntéza
Byla popsána dvoustupňová syntéza farinomaleinu z 5-hydroxy-4-methyl-2-5(H)-furanonu. Nejprve se furanon oxiduje na 3-isopropylfuran-2,5-dion, z něhož se poté reakcí s beta-alaninem odštěpí kyselina octová.